# Campeonato Sergipano 1994
In 1994 werd het 71ste Campeonato Sergipano gespeeld voor voetbalclubs uit de Braziliaanse staat Sergipe. De competitie werd georganiseerd door de FSF en werd gespeeld van 19 februari tot 18 december. Sergipe werd kampioen.

## Eerste toernooi

### Eerste fase
De eerste plaats krijgt twee bonuspunten voor de finaleronde, de tweede plaats een. 
| Plaats | Club          | Wed. | W  | G | V  | Saldo | Ptn. |
| ------ | ------------- | ---- | -- | - | -- | ----- | ---- |
| 1.     | Confiança     | 18   | 13 | 5 | 0  | 29:10 | 31   |
| 2.     | Sergipe       | 18   | 9  | 7 | 2  | 29:13 | 25   |
| 3.     | Maruinense    | 18   | 8  | 6 | 4  | 23:16 | 22   |
| 4.     | Itabaiana     | 18   | 8  | 5 | 5  | 30:22 | 21   |
| 5.     | Vasco         | 18   | 6  | 5 | 7  | 20:17 | 17   |
| 6.     | Cotinguiba    | 18   | 6  | 5 | 7  | 25:28 | 17   |
| 7.     | Gararu        | 18   | 5  | 5 | 8  | 21:21 | 15   |
| 8.     | São Cristóvão | 18   | 3  | 6 | 9  | 14:24 | 12   |
| 9.     | América       | 18   | 3  | 5 | 10 | 11:37 | 11   |
| 10.    | Dorense       | 18   | 2  | 5 | 11 | 10:24 | 9    |

|  | Geplaatst voor tweede fase |

### Tweede fase
| Plaats | Club       | Wed. | W | G | V | Saldo | Ptn. |
| ------ | ---------- | ---- | - | - | - | ----- | ---- |
| 1.     | Sergipe    | 6    | 3 | 3 | 0 | 12:8  | 9    |
| 2.     | Maruinense | 6    | 2 | 2 | 2 | 3:3   | 6    |
| 3.     | Confiança  | 6    | 2 | 2 | 2 | 8:9   | 6    |
| 4.     | Itabaiana  | 6    | 0 | 3 | 3 | 5:8   | 3    |

|  | Eén bonuspunt voor finaleronde |

## Tweede toernooi
De eerste plaats krijgt twee bonuspunten voor de finaleronde, de tweede plaats een. 
| Plaats | Club          | Wed. | W  | G | V  | Saldo | Ptn. |
| ------ | ------------- | ---- | -- | - | -- | ----- | ---- |
| 1.     | Sergipe       | 18   | 12 | 5 | 1  | 29:11 | 29   |
| 2.     | Itabaiana     | 18   | 11 | 4 | 3  | 31:16 | 26   |
| 3.     | Maruinense    | 18   | 9  | 8 | 1  | 25:10 | 26   |
| 4.     | Confiança     | 18   | 9  | 4 | 5  | 34:16 | 22   |
| 5.     | Gararu        | 18   | 8  | 3 | 7  | 23:22 | 19   |
| 6.     | Vasco         | 18   | 4  | 7 | 7  | 21:23 | 15   |
| 7.     | Cotinguiba    | 18   | 5  | 4 | 9  | 26:24 | 14   |
| 8.     | América       | 18   | 3  | 6 | 9  | 15:35 | 12   |
| 9.     | São Cristóvão | 18   | 2  | 5 | 11 | 12:30 | 9    |
| 10.    | Dorense       | 18   | 2  | 4 | 12 | 12:41 | 8    |

|  | Geplaatst voor tweede fase |

### Tweede fase
| Plaats | Club       | Wed. | W | G | V | Saldo | Ptn. |
| ------ | ---------- | ---- | - | - | - | ----- | ---- |
| 1.     | Maruinense | 6    | 4 | 1 | 1 | 13:5  | 9    |
| 2.     | Sergipe    | 6    | 2 | 3 | 1 | 8:7   | 7    |
| 3.     | Itabaiana  | 6    | 2 | 0 | 4 | 12:18 | 4    |
| 4.     | Confiança  | 6    | 1 | 2 | 3 | 3:6   | 4    |

|  | Eén bonuspunt voor finaleronde |

## Finaleronde
| Plaats | Club       | Wed. | W | G | V | Saldo | Ptn. |
| ------ | ---------- | ---- | - | - | - | ----- | ---- |
| 1.     | Sergipe    | 6    | 2 | 3 | 1 | 8:6   | 11   |
| 2.     | Confiança  | 6    | 2 | 2 | 2 | 8:8   | 8    |
| 3.     | Itabaiana  | 6    | 2 | 2 | 2 | 6:6   | 7    |
| 4.     | Maruinense | 6    | 1 | 3 | 2 | 8:10  | 6    |

|  | Kampioen |

### Kampioen
| Campeonato Sergipano de 1994 |
| Sergipe                      |
| ---------------------------- |
| SERGIPE Kampioen (27° titel) |